# ダプニス

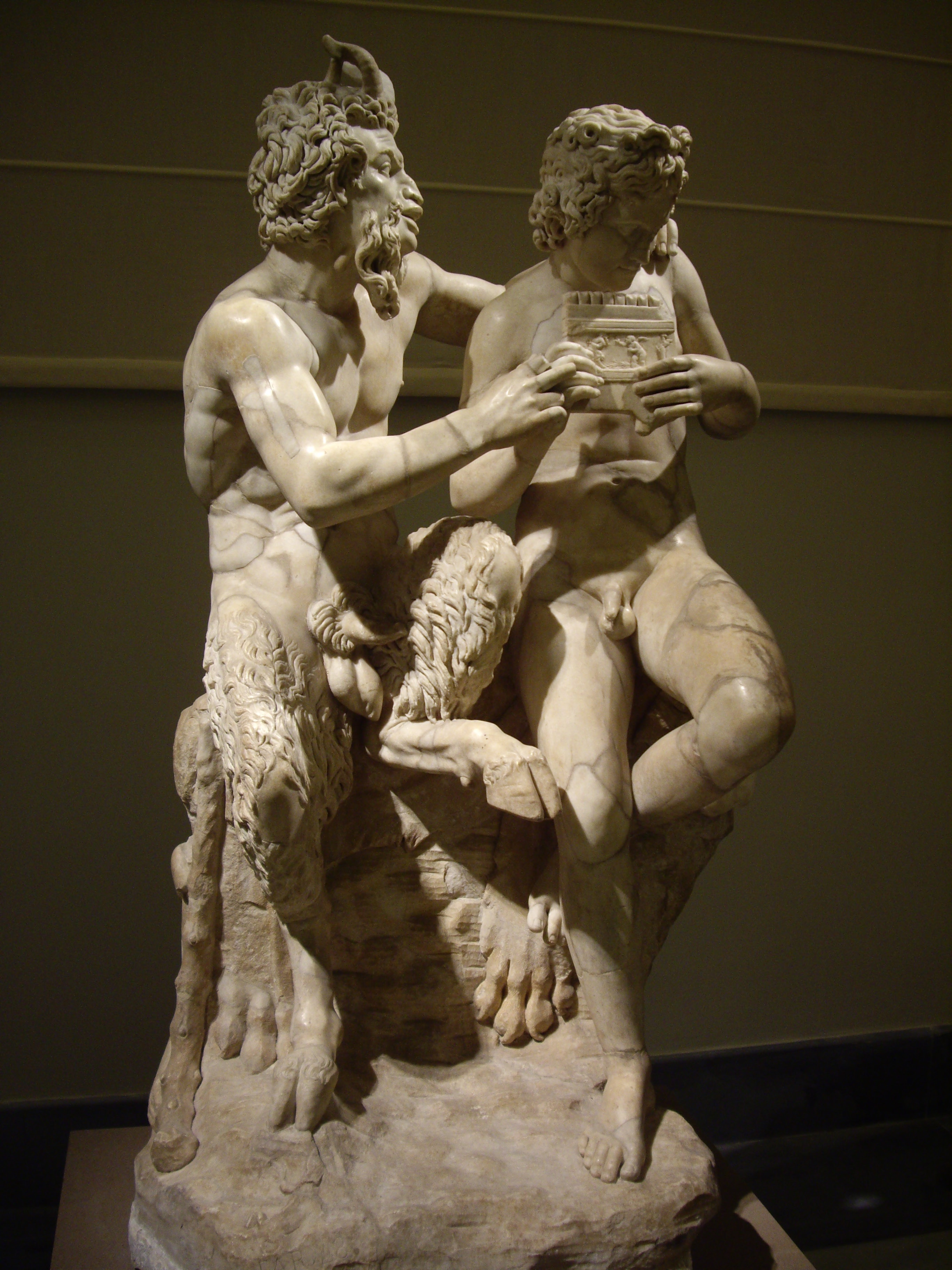
ヘリオドロスの彫刻『パンとダプニス』のローマンコピー。ナポリ国立考古学博物館所蔵。

ダプニス（古希: Δάφνις, Daphnis）は、ギリシア神話の人物である。ダフニスとも表記される。男性名としても女性名としても用いられる。主に、
- シケリアの羊飼い
- ケンタウロスの1人
- ニュムペーの1人

が知られている。以下に説明する。

## シケリアの羊飼い

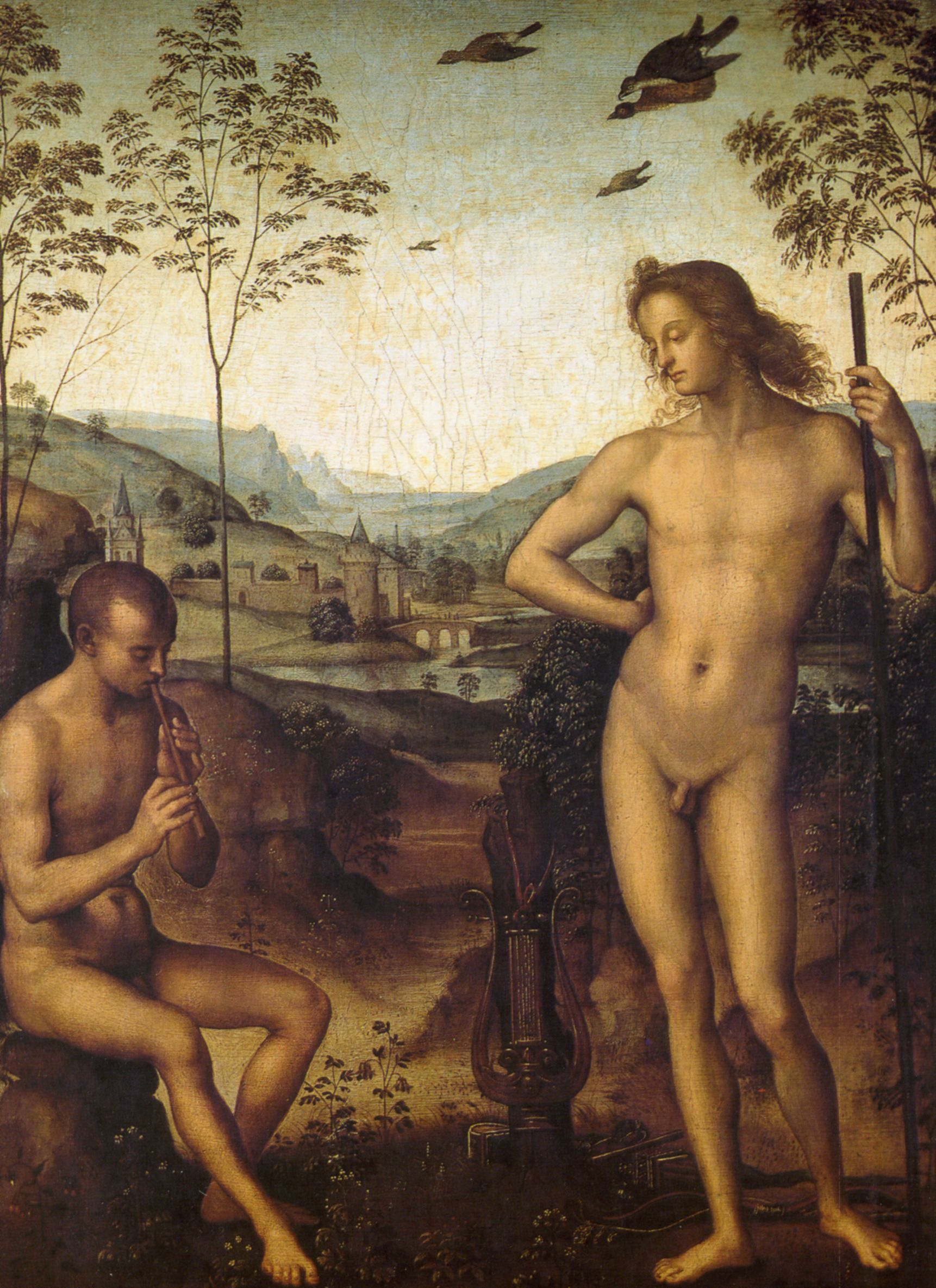
ピエトロ・ペルジーノの神話画『アポロンとダプニス』。1500年頃。ルーヴル美術館所蔵。

このダプニスは、シケリアに住む羊飼いあるいは牛飼いである。美少年の牧童であり、ヘルメース神とシケリアのニュンペーの息子。ヘルメースの子供ではなく恋人であったとする説もある。また牧神パーンやプリアーポスに恋された。

### 牛飼い
ダプニスはシケリアのヘーライオン山で生まれた。名前は月桂樹に由来している。月桂樹が多い場所で生まれたためあるいは生まれてすぐに月桂樹の茂みに捨てられたため、ダプニスと名づけられた。ニュムペーたちに養育され、成長すると多くの牛の群れを世話して暮らした。ダプニスが飼育した牛はトリーナキエー島で飼育されていた太陽神ヘーリオスの牛の兄弟と言われている。牛の世話をする傍ら、ダプニスは牧歌を発明して多くの詩や歌を作った。また狩猟の女神アルテミスに仕え、シューリンクス笛の演奏や牧歌を歌って大いに気に入られた。ダプニスは他にもディオニューソスの信者たちにアルメニアのトラを牽き具で繋げることや、杖にブドウの蔓や葉を巻きつけて飾ることを教えたり、葦笛や、曲がった杖（牧杖）、野獣を追い払うのに用いる尖った突き棒、果実を入れる背嚢などを作って牧神パーンに捧げた。

### 盲目の受難
ダプニスはあるニュムペーを愛し、たがいに愛を誓い合った。相手の名前はパルテニオスによるとエケナーイスであり、セルウィウスによるとノミアーである。他にもクセニアー、リュケーとする説もある。しかしニュムペーは他の女性と親密な関係になるようなことがあると視力を失うだろうと予言した。後にシケリアのさる王女がダプニスに恋焦がれ、彼を酩酊させて関係を持った。そのためニュムペーの予言通りに視力を失った。盲目になったダプニスは父ヘルメースに助けを求めたので、ヘルメースはダプニスを天に上げた。またダプニスが最後にいた場所に泉を湧き出させた。泉はダプニスと名づけられ、人々は毎年犠牲を捧げた。あるいは盲目のまま彷徨し、岩から落下して死んだという話もある。これに対してオウィディウスはダプニスをイーダー山の牧童とし、簡潔にダプニスを恋敵に奪われたニュムペーの怒りで石になったと述べている。ダプニスの死にニュムペーたちは涙を流し、母親は亡骸を抱きしめて泣き叫んだ。いかなる家畜も水を飲まず、草を食べなかった。牧畜の神パレースやアポローンは野を去り、大麦の穂は実りを失い、アザミなど棘のある草木ばかり生えた。ダプニスの5匹の猟犬サンノス、ポダルゴス、ラムパス、アルキモス、テオーンは主人の死を嘆いて死んでしまった。

### 異説
異説によると、ダプニスはエロースを組み伏せてやる（いかなる人も愛さないの意）と豪語したために、アプロディーテーの怒りを買い、自身の言葉とは裏腹に恋煩いの苦しみで衰弱した。ヘルメースやプリアーポスはダプニスの苦しみを見かね、悩みを聞くために訪れたが、ダプニスは最後まで何も言わずに世を去った。
なお、古代の証言によるとヒーメラー出身の抒情詩人ステーシコロスは盲目になったダプニスの物語について歌った。これはダプニスの受難の物語を主題とするブーコリカ（牛飼いの歌）の嚆矢であるという。

### ギャラリー

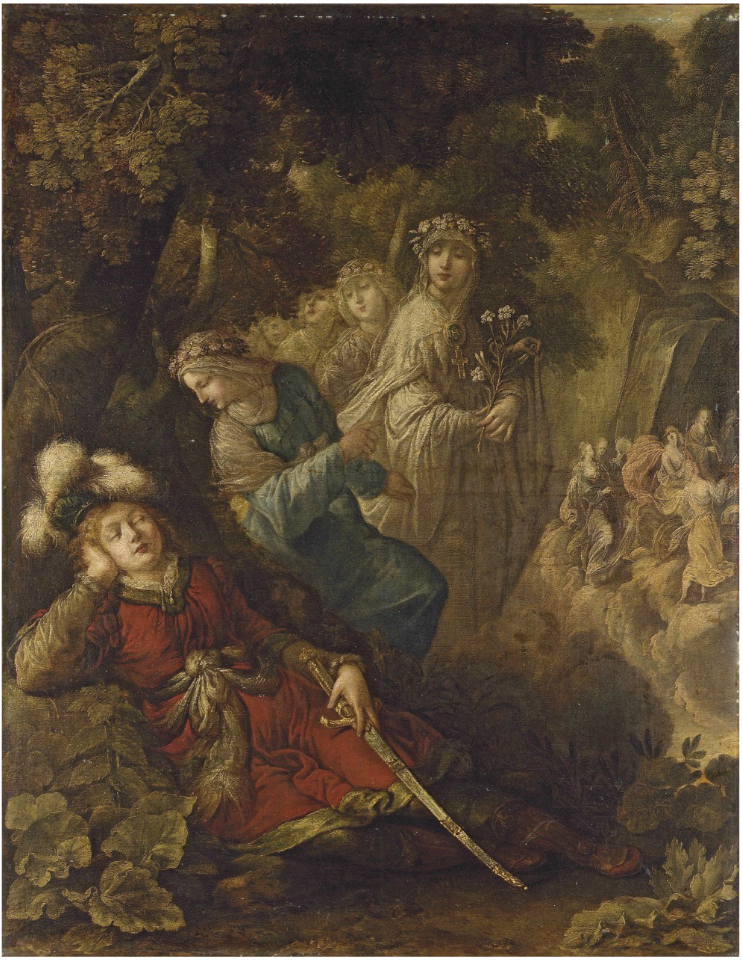
クロード・ヴィニョン『騎士の夢（ダプニスの夢）』1640年から1650年の間
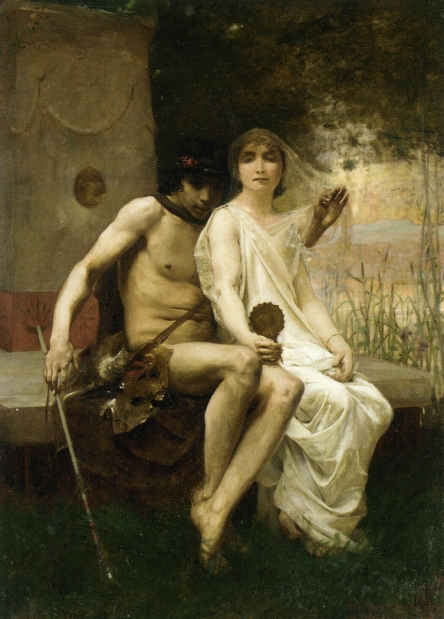
ジャン＝ウジェーヌ・ビュラン『リュカニオンとダプニス』19世紀
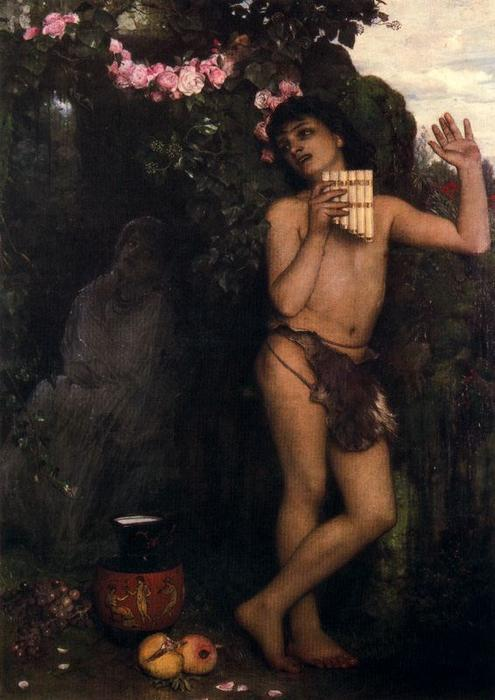
アルノルト・ベックリン『羊飼いの嘆き（ダプニスとアマリリス）』1866年 シャックス・コレクション（英語版）所蔵

## ケンタウロスの1人
このダプニスは、アルカディアー地方のポロエー山に住むケンタウロスの有力者の1人。ヘーラクレースがエリュマントスの猪を捕えるため、善良なケンタウロスのポロスのもとに滞在した際に、酒をめぐって他のケンタウロスと争いになった。ネペレーは子供たちを援助するべく大雨を降らせたが、ダプニスはアルゲイオス、アムピーオーン、ヒッポティオーン、オレイオス、イーソプレース、メランカイテース、テーレウス、ドゥーポーン、プリクソスらとともにヘーラクレースに殺された。

## ニュムペーの1人
このダプニスは、パルナッソス山の周辺に住むニュムペーである。旅行家パウサニアースによると、大地母神ガイアの命で、デルポイの最古の神託所である、ガイアの神託所の女予言者になった。